# Królowa Wola (województwo warmińsko-mazurskie)
Królowa Wola (niem. Krolowolla, 1936–1945 Königswalde) – wieś w Polsce położona w województwie warmińsko-mazurskim, w powiecie ełckim, w gminie Stare Juchy.
W latach 1975–1998 miejscowość administracyjnie należała do województwa suwalskiego.

## Historia
Pierwsza wzmianka o wsi pochodzi z 1579 roku. Wieś w tym czasie miała 28 włók. Wieś w XVII w. zasiedlona była przez braci polskich wypędzonych z Polski po uchwale sejmowej z 1658. W Królowej Woli funkcjonował zbór ariański z którego korzystali mieszkańcy pobliskich Talus. Na początku XVIII w. kaznodzieją i ministrem zboru był tu Samuel Crell-Spinowski, wnuk Jana Crella, który był rektorem Akademii Rakowskiej. Królowa Wola należała do ważniejszych ośrodków braci polskich w Prusach, po Kosinowie, Starej Rudówce, Królewcu i Piszu.
Miejscowość wymieniana w dokumentach pod nazwami: Krolowollen (1879), Zalesie (1882 – możliwe, że chodziło o część wsi lub osadę), Krolowolla (XIX w i początek XX), Königswalde (1926–1945, urzędowa nazwa, wprowadzona w ramach akcji germanizacyjnej). Na niektórych powojennych mapach błędnie zapisywana jako „Królowa Woda”. Nazwa wsi przynajmniej częściowo może wiązać się z założeniem wsi i „wolnizną” czy zwolnieniem od podatku na czas kolonizacji (Wola).